# Плімут (Нью-Гемпшир)
Плімут (англ. Plymouth) — місто (англ. town) в США, в окрузі Ґрафтон штату Нью-Гемпшир. Населення — 6682 особи (2020).

## Демографія
Згідно з переписом 2010 року, у місті мешкало 6990 осіб у 1953 домогосподарствах у складі 974 родин. Було 2231 помешкання
Расовий склад населення:
| - 95,6 % — білих - 1,1 % — азіатів - 1,0 % — чорних або афроамериканців - 0,3 % — корінних американців |

До двох чи більше рас належало 1,6 %. Частка іспаномовних становила 1,9 % від усіх жителів.
За віковим діапазоном населення розподілялося таким чином: 12,0 % — особи молодші 18 років, 80,0 % — особи у віці 18—64 років, 8,0 % — особи у віці 65 років та старші. Медіана віку мешканця становила 21,7 року. На 100 осіб жіночої статі у місті припадало 109,2 чоловіків;  на 100 жінок у віці від 18 років та старших — 108,6 чоловіків також старших 18 років.
Середній дохід на одне домашнє господарство  становив 68 757 доларів США (медіана — 41 875), а середній дохід на одну сім'ю — 85 175 доларів (медіана — 67 188). Медіана доходів становила 51 182 долари для чоловіків та 48 750 доларів для жінок. За межею бідності перебувало 20,0 % осіб, у тому числі 6,0 % дітей у віці до 18 років та 15,5 % осіб у віці 65 років та старших.
Цивільне працевлаштоване населення становило 3270 осіб. Основні галузі зайнятості: освіта, охорона здоров'я та соціальна допомога — 43,2 %, мистецтво, розваги та відпочинок — 17,2 %, роздрібна торгівля — 15,3 %.